# 중국식 룰렛
《중국식 룰렛》(독일어: Chinesisches Roulette)은 1976년 제작된 서독의 드라마 영화이다. 라이너 베르너 파스빈더가 감독과 각본을 맡았다.